# Pareuxoa
Pareuxoa là một chi bướm đêm thuộc họ Noctuidae.

## Các loài tiêu biểu
- Pareuxoa flavicosta (Wallengren, 1860)
- Pareuxoa fuscata Angulo & Olivares, 1999
- Pareuxoa gravida (Mabille, 1885)
- Pareuxoa janae Angulo, 1990
- Pareuxoa koehleri Olivares, 1992
- Pareuxoa lineifera (Blanchard, 1852)
- Pareuxoa luteicosta Angulo & Olivares, 1999
- Pareuxoa meditata Köhler, 1967
- Pareuxoa nigrolineata (Jana-Sáenz, 1989)
- Pareuxoa parajanae Olivares, 1992
- Pareuxoa perdita (Staudinger, 1889)
- Pareuxoa sanctisebastiani Köhler, 1954